# Chance Perdomo
Chance Perdomo (Los Angeles, 20 de outubro de 1996 – Upstate New York, 29 de março de 2024) foi um ator britânico nascido nos Estados Unidos, conhecido pelos seus papéis como Andre Anderson em Gen V e Ambrose Spellman em Chilling Adventures of Sabrina.

## Primeiros anos
Nascido em Los Angeles, Califórnia, mudou-se para Southampton, no condado de Hampshire, Inglaterra, com sua mãe quando criança. Perdomo possuía cidadania britânica e norte-americana. Frequentou a Redbridge Community School em Southampton antes de ir para o Peter Symonds College, em Winchester, onde foi eleito presidente do sindicato estudantil do sexto ano. Pretendia estudar Direito depois de se formar, mas decidiu seguir carreira de ator, mudando-se, com o dinheiro que ganhou trabalhando em uma sapataria e no cinema, para Londres, onde ingressou no National Youth Theatre e formou-se na Identity School of Acting.

## Morte
Perdomo morreu em março de 2024, após sofrer um acidente de moto nas proximidades do Estado de Nova Iorque. Na ocasião, o ator estava sozinho e não teve envolvidos.

## Filmografia
| Ano       | Filme/Série                                   | Papel            | Notas                                  |
| --------- | --------------------------------------------- | ---------------- | -------------------------------------- |
| 2017      | Hetty Feather                                 | Henry Goodall    | Episódio: "The Past Returns"           |
| 2018      | Shakespeare & Hathaway: Private Investigators | Hamish Kingly    | Episódio: "The Chameleon's Dish"       |
| 2018      | Killed by My Debt                             | Jerome Rogers    | Filme para televisão                   |
| 2018      | Midsomer Murders                              | Leo Scott        | Episódio: "Death of the Small Coppers" |
| 2018–2020 | Chilling Adventures of Sabrina                | Ambrose Spellman | Elenco principal                       |
| 2021      | After - Depois do Desencontro                 | Landon Gibson    | Longa metragem                         |
| 2022      | After Ever Happy                              | Landon Gibson    | Longa metragem                         |
| 2023      | After Everything                              | Landon Gibson    | Longa metragem                         |
| 2023      | Gen V                                         | Andre Anderson   | Elenco principal                       |